# 伍茲湖 (伊利諾伊州)
伍茲湖（英語：Lake of the Woods）是位於美國伊利諾伊州尚佩恩縣的一個人口普查指定地區。

## 地理
伍茲湖的座標為40°12′07″N 88°22′01″W / 40.20194°N 88.36694°W，而該地最高點為海拔高度228米（即741英尺）。

## 人口
根據2010年美國人口普查的數據，伍茲湖的面積為5.00平方千米，當中陸地面積為5.00平方千米，而水域面積為0.00平方千米。當地共有人口2912人，而人口密度為每平方千米582.4人。